# Nagyajta község
Nagyajta község (románul: Comuna Aita Mare) község Kovászna megyében, Romániában. Központja Nagyajta, hozzá tartozik Középajta.

## Népessége
A 2011-es népszámlálás adatai alapján a község népessége 1715 fő volt.